# Agenor Gomes
Agenor Gomes, mais conhecido como Manga (Vitória, 26 de maio de 1929 — Santos, 29 de fevereiro de 2004) foi um futebolista brasileiro, que atuava como goleiro.
É o goleiro que mais vezes atuou pelo Santos FC, com 404 partidas.

## Carreira

### Como jogador
Ganhou o apelido de “Manga” ainda na sua infância, quando um amigo afirmou que ele tinha a cabeça no formato de uma Manga.
Começou como centroavante nas categorias de base do Caxias Esporte Clube, time de sua terra natal. No campeonato local, foi o artilheiro da equipe, mas sofreu grave contusão e quando voltou, substituiu o goleiro titular. Devido as suas boas atuações no clube, um olheiro carioca o levou para atuar no aspirantes do Flamengo, com 20 anos, em 1949. Não teve muito espaço na equipe Rubro-Negra, e logo se transferiu por empréstimo para o Bonsucesso.
Em 1951, deixou o futebol carioca para defender o Santos, clube no qual atuou até abril de 1960. A estreia no gol santista ocorreu no dia 30 de setembro de 1951, em uma partida contra a Portuguesa (derrota por 0 a 2).
Em 1954 foi emprestado ao Bahia, retornando ao Santos em 1955, recuperando a vaga de titular e mantendo-se assim até 1959.
Foi o goleiro titular do Bicampeonato Paulista de 1955-1956 e do título de 1958. No Campeonato Paulista de 1955, foi um dos expoentes da equipe, onde esteve presente em dezenove das vinte e seis partidas, quando contundido ficou fora de quatro partidas na reta final, mas voltou ao time na última rodada, que decidia a competição.
Seu filho mais velho, Marco Antonio Gomes, foi o primeiro mascote da história do Santos nos anos 50.
Se despediu do Santos em 16 de dezembro de 1959, no empate em 2x2 com o Botafogo (SP) na Vila Belmiro, pelo Campeonato Paulista.

### Como treinador
Foi um histórico técnico da Portuguesa Santista, sendo o responsável pela volta à primeira divisão do futebol paulista depois de célebre vitória contra a Ponte Preta, em Campinas, em 1964, por 1 a 0, com gol de Samarone.
Em 1966, foi técnico do São Carlos Clube e em 1966-1967 da Ferroviária, campeã da Segunda Divisão em 1966, e ainda em 1967, foi contratado como técnico do Santo André, entrando para a história do clube como o primeiro treinador do Ramalhão.
Na década de 80, treinou as equipes de base do Santos.
Foi considerado, em São Carlos, como o melhor técnico de futebol que já treinou um clube na cidade, e onde cultivou grandes amizades. Em 1980, teve passagem como treinador pelo Sãocarlense.

## Morte
Tinha problemas sérios problemas de saúde, esteve internado na Santa Casa da Misericórdia de Santos quase 40 dias, onde acabou falecendo. Manga realizava três sessões semanais de hemodiálise que, somadas a algumas complicações clínicas, impossibilitaram totalmente que ele exercesse, no fim da vida, qualquer atividade profissional.

## Títulos

### Como jogador
Santos
- Torneio Rio-São Paulo: 1959
- Troféu Teresa Herrera: 1959
- Torneio Início: 1952
- Taça Santos: 1952
- Torneio Internacional da Federação Paulista de Futebol: 1956
- Torneio Pentagonal da Cidade do México: 1959
- Troféu Dr. Mário Echandi: 1959
- Campeonato Paulista: 1955, 1956, 1958[7] e 1960

### Como treinador
Portuguesa Santista
- Campeão Paulista - Segunda Divisão: 1964[11]

Ferroviária
- Campeão Paulista - Segunda Divisão: 1966

### Campanhas de destaque
São Carlos Clube1966